# Falu konstgrafiska verkstad

Falu konstgrafiska verkstad (FKV) är en institution inom den svensk grafisk konst i Falun i Dalarna.
Falun har en lång tradition av erkända grafiker, som Falugrafikerna. Falu konstgrafiska verkstad startade som en studiecirkel 1957 under ledning av Einar Johnson i en källarlokal i stadsdelen Kvarnberget. 1973 tog Falu kommun över driften av FKV i den nuvarande lokalen på Blindgatan i gamla stadsdelen Östanfors, Falun. Einar Johnson anställdes då som föreståndare. Verkstaden erbjuder möjligheter till konstgrafiskt arbete inom samtliga kända grafiska metoder. FKV ordnar kurser för både nybörjare och yrkesverksamma grafiker . 
Sedan 1993 är grafikern Modhir Ahmed föreståndare för FKV och ansvarig för verksamheten . Ahmed hade vintern 2012 en större separatutställning på Dalarnas museum. Överlag samarbetar museet mycket med konstgrafiska verkstaden, och arrangerade exempelvis utställning "Falun Lathi Grafik" 2011.
En av medlemmarna i Falu Konstgrafiska Verkstad är Jordi Arkö

## Föreståndare för FKV
- Einar Johnson 1972–1982
- Staffan Kihlgren 1982–1987
- Bo Cronqvist 1988–1993
- Modhir Ahmed 1993–